# Discografia degli Asia
La seguente è una discografia comprensiva del gruppo musicale britannico Asia, con relative formazioni per ogni album pubblicato.

## Album in studio
- 1982 - Asia (Downes, Wetton, Howe, Palmer)
- 1983 - Alpha (Downes, Wetton, Howe, Palmer)
- 1985 - Astra (Downes, Wetton, Meyer, Palmer)
- 1992 - Aqua (Downes, Payne, Howe, Pitrelli, Palmer)
- 1994 - Aria (Downes, Payne, Pitrelli, Sturgis)
- 1996 - Arena (Downes, Payne, Sturgis, Ibrahim, Randall, Hotei, Jardim)
- 2000 - Aura (Payne, Downes, Howe, Crichton, Randall, Thrall, Govan, Slade, Sturgis, Colaiuta, Jardim, Levin)
- 2004 - Silent Nation (Downes, Payne, Govan, Slade)
- 2008 - Phoenix (Wetton, Downes, Howe, Palmer)
- 2010 - Omega (Wetton, Downes, Howe, Palmer)
- 2012 - XXX (Wetton, Downes, Howe, Palmer)
- 2014 - Gravitas (Wetton, Downes, Palmer, Coulson)

## Raccolte
- 1990 - Then & Now (raccolta curata da Downes e Wetton)
- 1996 - Archiva 1 (raccolta curata da Downes, Payne e Glynne)
- 1996 - Archiva 2 (raccolta curata da Downes, Payne e Glynne)
- 1997 - Anthology
- 1999 - Rare (raccolta curata da Downes e Payne)
- 2000 - The Very Best of Asia: Heat of the Moment (1982-1990)
- 2006 - Definitive Collection  (Downes, Wetton, Howe, Palmer; compilation) numero 183 US
- 2007 - "Extended Versions" (Live, "Featuring John Payne") (Downes, Payne, Govan, Schellen)

## Live
- 1990 - Live in Moscow (Downes, Wetton, Palmer, Thrall)
- 2007 - Fantasia - Live in Tokyo
- 2009 - Spirit of the Night: The Phoenix Tour Live in Cambridge 2009
- 2012 - Resonance: Live in Basel Switzerland
- 2013 - High Voltage - Live
- 2015 - Axis XXX Live in San Francisco MMXII
- 2017 - Symfonia - Live in Bulgaria 2013

## EP
- 1986 - Aurora (Japanese-only EP) numero 66 JP

## Singoli
| Anno | Titolo                           | US | US Main | GER | ITA | UK | Album di provenienza |
| ---- | -------------------------------- | -- | ------- | --- | --- | -- | -------------------- |
| 1982 | "Heat of the Moment"             | 4  | 1       | 7   | 16  | 46 | Asia                 |
| 1982 | "Here Comes the Feeling" [promo] | —  | 40      | —   | —   | —  | Asia                 |
| 1982 | "Only Time Will Tell"            | 17 | 8       | 50  | —   | 54 | Asia                 |
| 1982 | "Sole Survivor"                  | —  | 10      | 75  | —   | —  | Asia                 |
| 1982 | "Time Again" [promo]             | —  | 43      | —   | —   | —  | Asia                 |
| 1982 | "Wildest Dreams" [promo]         | —  | 28      | —   | —   | —  | Asia                 |
| 1983 | "Don't Cry"                      | 10 | 1       | 54  | 22  | 33 | Alpha                |
| 1983 | "True Colors" [promo]            | —  | 20      | —   | —   | —  | Alpha                |
| 1983 | "The Heat Goes On" [promo]       | —  | 5       | —   | —   | —  | Alpha                |
| 1983 | "Daylight" [promo]               | —  | 24      | —   | —   | —  | Alpha                |
| 1983 | "The Smile Has Left Your Eyes"   | 34 | 25      | —   | —   | 81 | Alpha                |
| 1985 | "Go"                             | 46 | 7       | —   | —   | —  | Astra                |
| 1986 | "Wishing" [promo]                | —  | 53      | —   | —   | —  | Astra                |
| 1986 | "Too Late"                       | —  | 30      | —   | —   | —  | Astra                |
| 1990 | "Days Like These"                | 64 | 2       | —   | —   | —  | Then & Now           |
| 1990 | "Prayin' 4 a Miracle" [promo]    | —  | —       | —   | —   | —  | Then & Now           |
| 1992 | "Who Will Stop the Rain"         | —  | —       | —   | —   | —  | Aqua                 |
| 1992 | "Lay Down Your Arms" [promo]     | —  | —       | —   | —   | —  | Aqua                 |
| 1992 | "Heaven on Earth" [promo]        | —  | —       | —   | —   | —  | Aqua                 |
| 1992 | "Little Rich Boy"                | —  | —       | —   | —   | —  | Aqua                 |
| 1992 | "Crime of the Heart"             | —  | —       | —   | —   | —  | Aqua                 |
| 1992 | "Love Under Fire" [promo]        | —  | —       | —   | —   | —  | Aqua                 |
| 1992 | "Back in Town" [promo]           | —  | —       | —   | —   | —  | Aqua                 |
| 1994 | "Anytime"                        | —  | —       | —   | —   | —  | Aria                 |
| 1994 | "Summer" [promo]                 | —  | —       | —   | —   | —  | Aria                 |
| 1994 | "Military Man" [promo]           | —  | —       | —   | —   | —  | Aria                 |
| 1996 | "Turn It Around" [promo]         | —  | —       | —   | —   | —  | Arena                |
| 2000 | "Wherever You Are" [promo]       | —  | —       | —   | —   | —  | Aura                 |
| 2004 | "Long Way from Home"             | —  | —       | —   | —   | —  | Silent Nation        |
| 2004 | "What About Love" [promo]        | —  | —       | —   | —   | —  | Silent Nation        |
| 2012 | "Face on the Bridge" [promo]     | —  | —       | —   | —   | —  | XXX                  |

## Video musicali
- "Heat of the Moment" (1982)
- "Only Time Will Tell" (1982)
- "Wildest Dreams" (1982)
- "Don't Cry" (1983)
- "The Smile Has Left Your Eyes" (1983)
- "Go" (1985)
- "Days Like These" (1990)
- "Kari-Anne" (1990)
- "Prayin' 4 a Miracle" (1990)
- "Anytime" (1994)
- "Face on the Bridge" (2012)
- "Faithful" (2012)
- "Valkyrie" (2014)